# 周王庙站 (中国铁路)
周王庙站是一个沪昆铁路上的铁路车站，位于浙江省海宁市周王庙镇，建于1909年，目前为四等站，邮政编码为314407。目前客运：办理旅客乘降；行李、包裹托运；货运：办理整车货物发到。
1. ↑  铁道部电子计算技术中心, 铁道部运输局. . 北京: 中国铁道出版社. 1998: 65. ISBN 9787113030995.